# ذي الجادي (الشعر)

تعديل مصدري - تعديل

ذي الجادي محلة تابعة لقرية الحيفة، التابعة لعزلة الا ملؤك بمديرية الشعر إحدى مديريات محافظة إب في الجمهورية اليمنية، بلغ تعداد سكانها 47 حسب تعداد اليمن لعام 2004.